# Присяга Гораціїв
«Присяга Гораціїв» (фр. Le Serment des Horaces) — картина, котру створив французький художник Жак-Луї Давід 1784 року в Римі.

## Сюжет
Картина зображує сцену з давньоримської легенди про суперництво двох італьських міст — Рима і Альба-Лонги, порушує тему патріотизму і чоловічого самопожертвування за свою країну. Згідно з легендою, міста-суперники домовилися виставити одне проти одного замість цілих армій трьох воїнів з кожної сторони; переможці в бою і визначать переможне місто. Від Рима зголосилися йти троє братів з роду Гораціїв, від Альба-Лонги — троє братів з роду Куріаціїв. У битві вижив лише один Публій Горацій: після загибелі своїх братів він вимусив Куріаціїв переслідувати його, і під час погоні подолав поодинці своїх ворогів.
На картині брати Горації присягають битися за Римське царство, виказуючи готовність віддати свої життя за Батьківщину. Вони протягають руки в римському салюті, а їх старий батько подає їм мечі. У правому нижньому куті зображена плачуча жінка — сестра Гораціїв Камілла, заручена з одним з Куріаціїв (вона була вбита братом Публієм після його повернення з бою).
Основними джерелами сюжету є перша книга Тита Лівія (розділи 24–26) і створена на її основі 3 книга «Римських стародавностей» Діонісія Галікарнаського. Втім, сам зображений на картині момент є виключно фантазією художника.

## Історія створення

### Давід-початківець і стиль рококо
Жак-Луї Давід починав свою художню кар'єру в часи, коли в мистецтві Франції панувало рококо. Він навіть намагався стати учнем популярного на той час представника стилю рококо — Франсуа Буше. Але мода на рококо переживала не найкращі часи і Буше закидали неприродність, штучність його фарб та сюжетів. Тому він порадив молодому Давіду навчання у художника Жозефа-Марі В'єна. Та художник-початківець не оминув етапу вивчення настанов рококо і створив декілька картин у відповідній стилістиці («Смерть Сократа», рання версія, «Двобій Марса та Мінерви»).

### Програмний твір
Після тривалого перебування і наполегливої праці у Римі (1775–1780) виникає абсолютно інший митець, послідовник класицизму давньоримського зразка, його найкращий представник у мистецтві Франції 18 століття. Програмним твором цього періоду стала картина «Присяга Гораціїв». Жодних маленьких фігур, жодної метушні, жодних солоденько-цукеркових фарб. Брати клянуться перед військовим походом і йдуть на смерть. Смерті ще нема (два брати з трьох загинуть), а смерть вже відчувається в суворих фарбах і урочисто-пригніченому настрої твору.
Таким чином, в передреволюційне десятиліття творчість Жака-Луї Давіда була лише складовою частиною загальнофранцузького стилю класицизм. І лише його велетенська обдарованість виділяла його серед інших. Він, як і найчутливіші митці доби, рішуче відмовився від стилістики тендітного рококо, відкривши нові можливості в іншому стилі і загалом в мистецтві, давши поштовх розвитку і розв'язанню мистецьких проблем майбутнього 19 століття.

### Героїчнийпафоскартини та «Добрі вчинки королів»
Героїчний пафос картини «Присяга Гораціїв» 1784 року вводить в оману всіх несвідомих, що теж відносять цей твір до революційного класицизму (тоді як в 1784 році ніякої революції не було і ще не могло бути). Більше того, картина створена на замовлення короля Франції Людовика XVI і мала прикрасити залу одного з королівських палаців у Шуазі. Вона і увійшла до королівських колекцій. Людовик XVI не був і не міг бути ні діячем революції, ні прихильником стилю революційного класицизму. Сюжет картини був схвалений державними посадовцями, тобто пройшов цензуру і входив в серію картин з парадоксальною на нинішні смаки назвою «Добрі вчинки королів».

## Вплив
Невдовзі після створення картина стала вважатися взірцем неокласичного мистецтва. Вона прославила Давіда, завдяки чому в нього з'явилися учні.
Картина Давіда привела до популяризації римського салюту.

## Малюнки і ескізи до картини

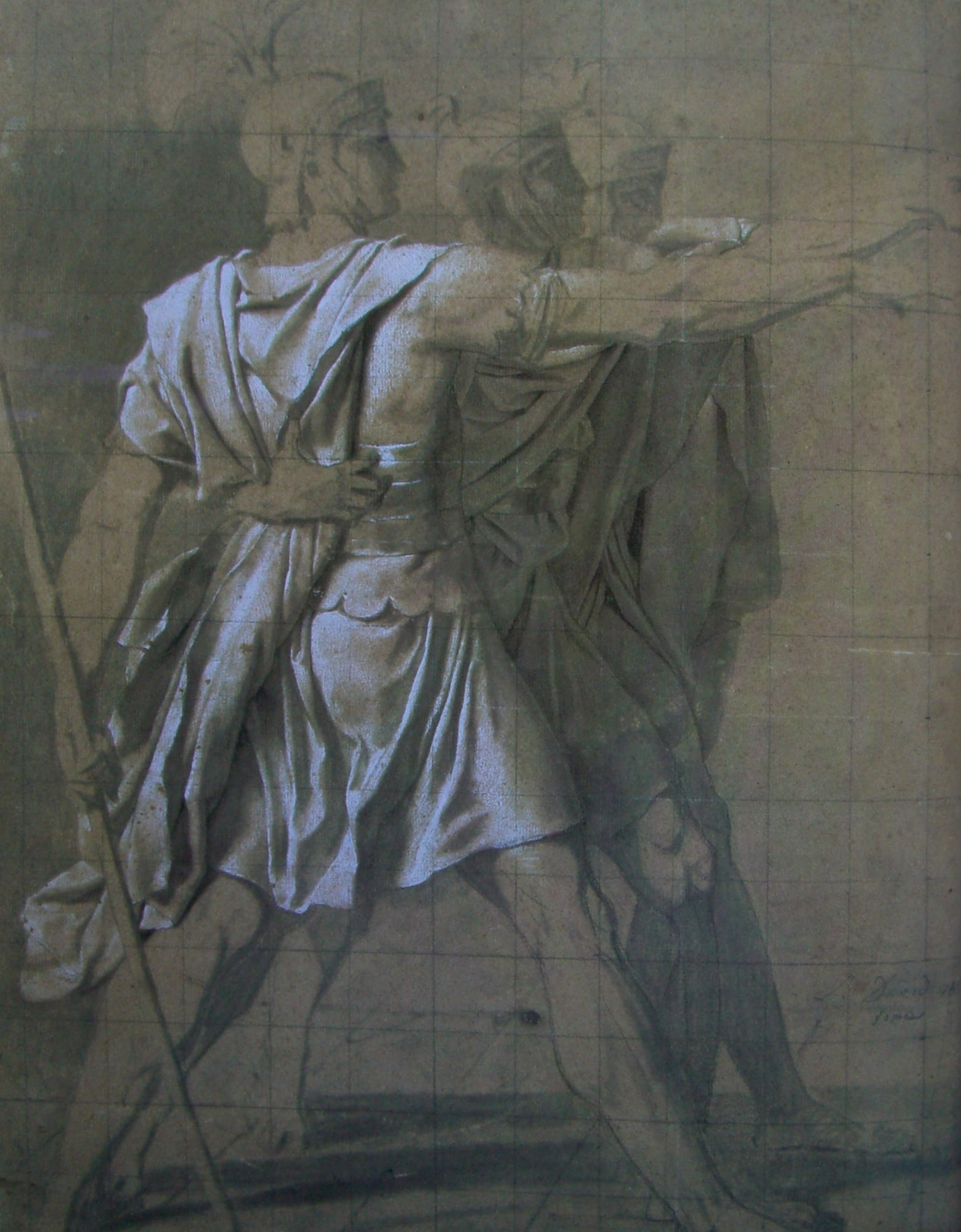
Малюнок-етюд до фігур трьох братів Гораціїв, всі 1783 року. Музей Бонна, Байонна.
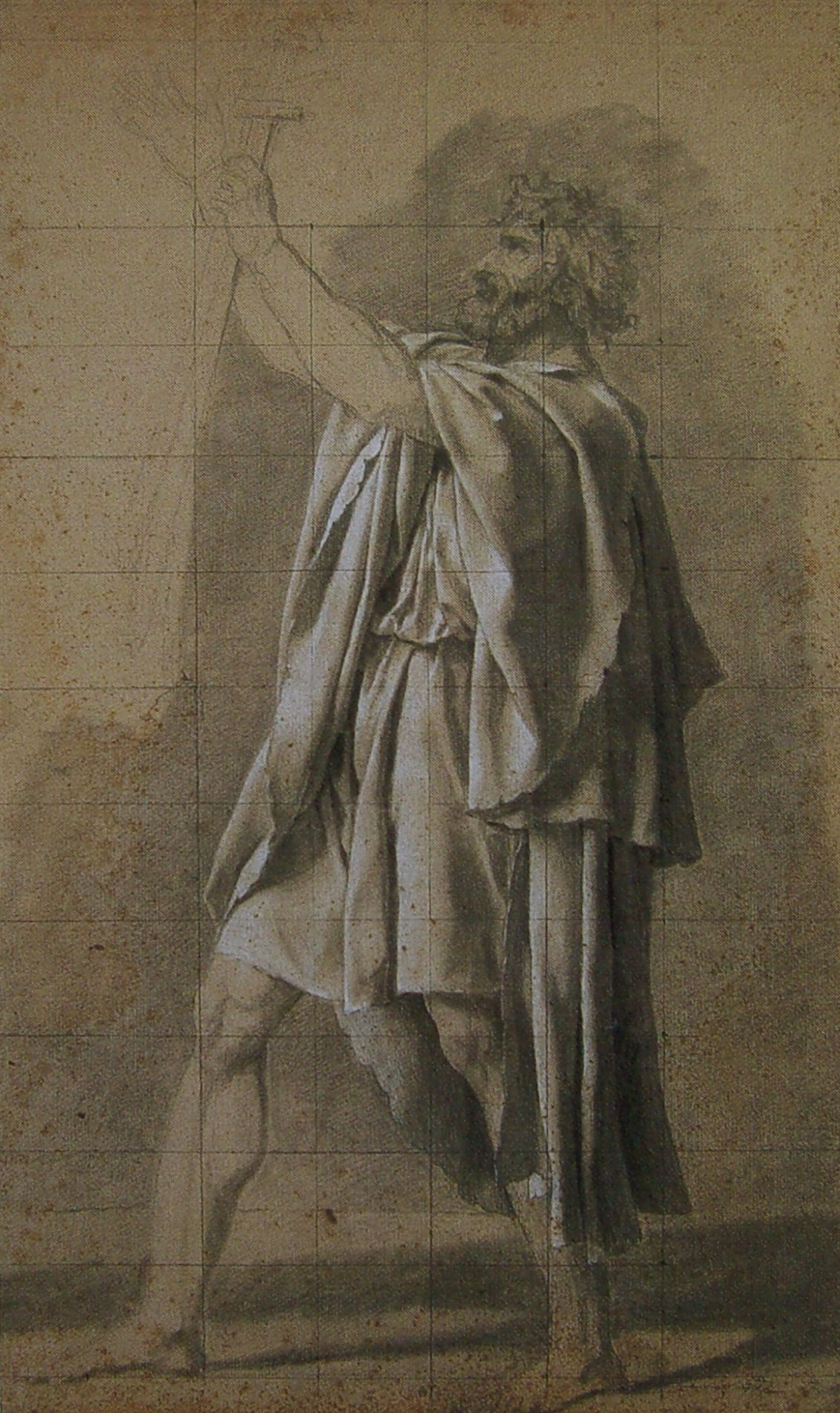
Етюд до фігури Батька братів Гораціїв та їхньої сестри Камілли. Музей Бонна, Байонна.
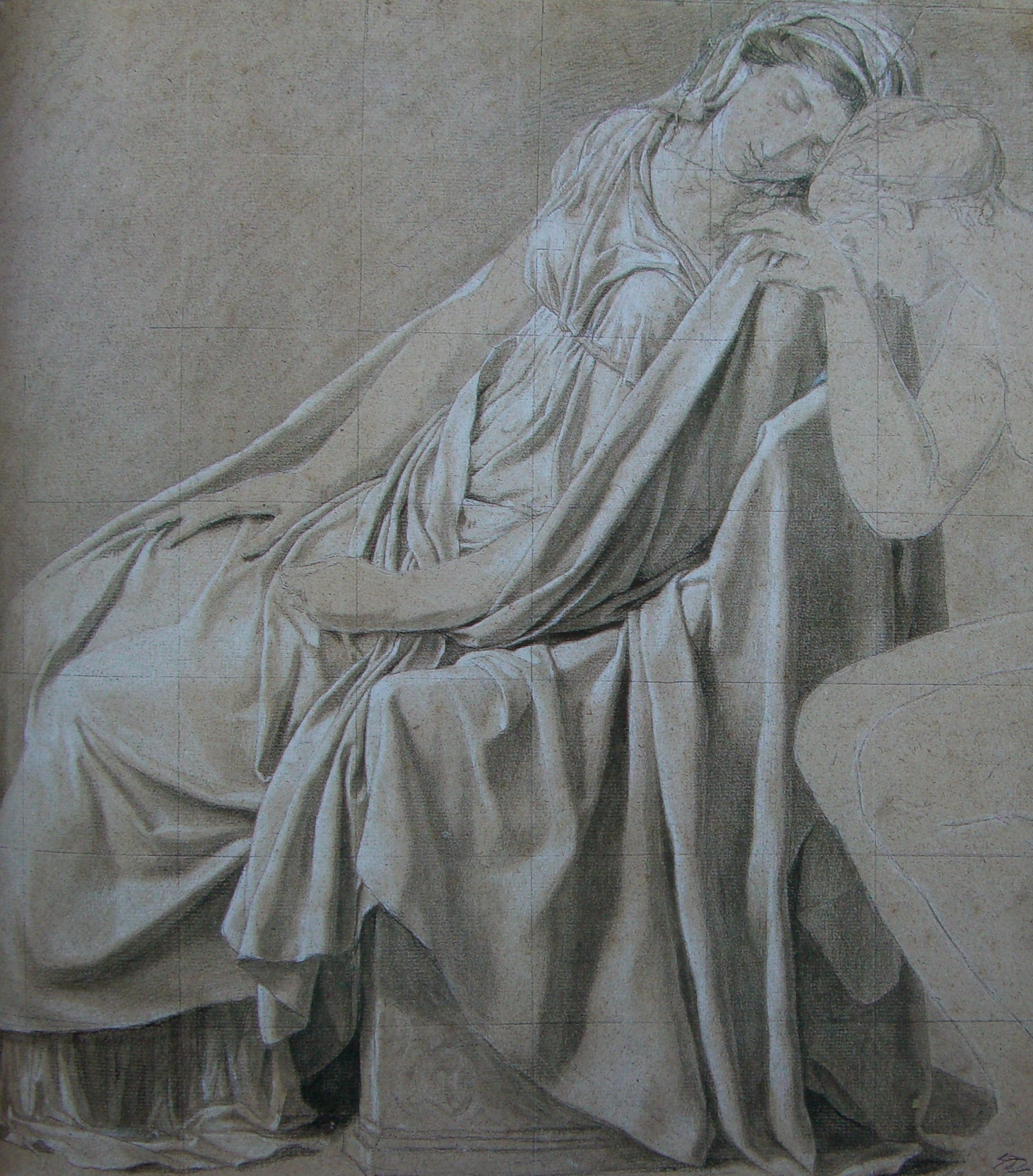
Етюд до фігури Камілли, сестри братів Гораціїв
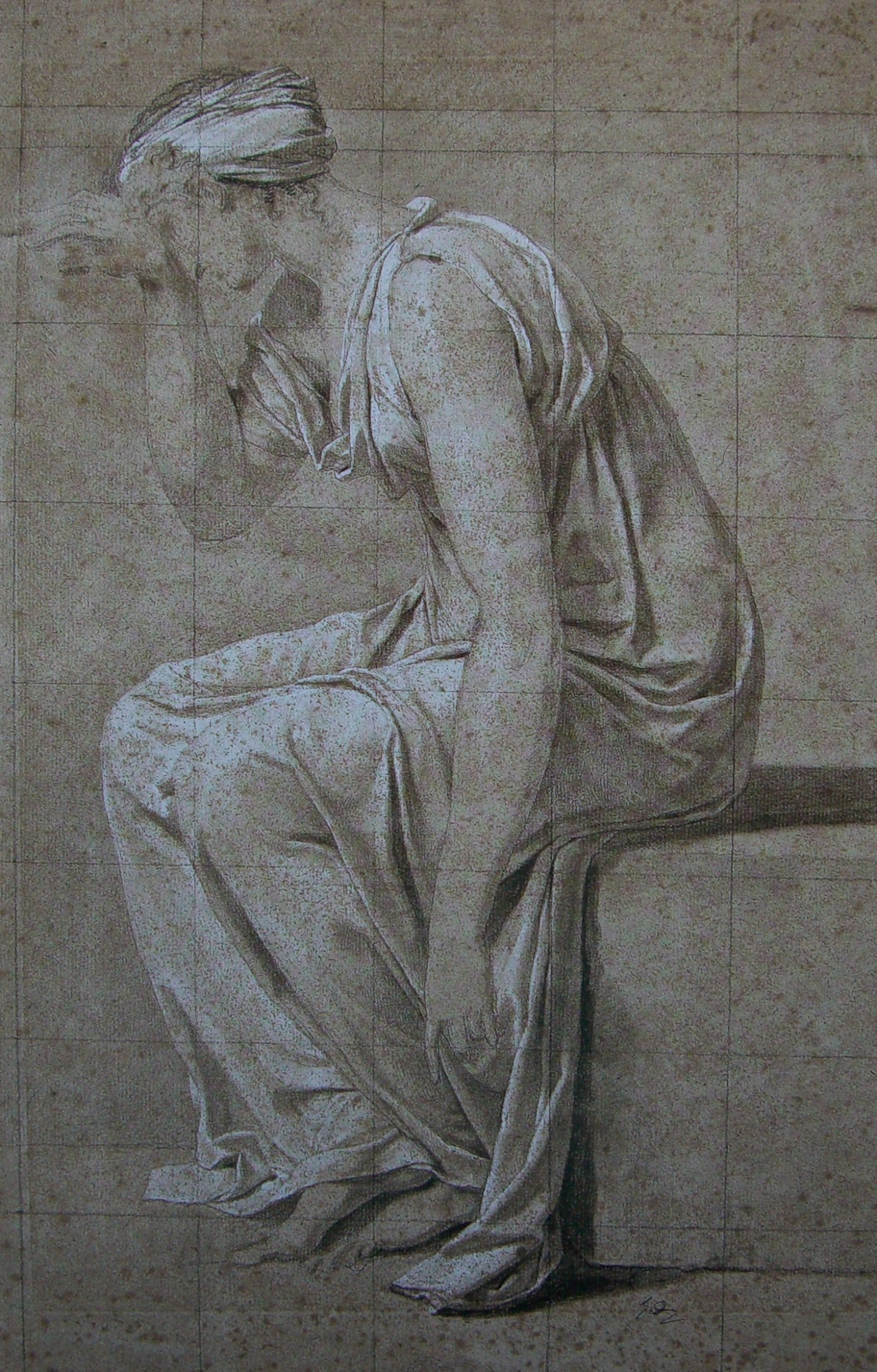
Етюд до фігури Сабіни. Музей красних мистецтв Анже[fr].